# 幾見雅博
幾見 雅博（いくみ まさひろ、1949年2月20日 - ）は、日本のギタリスト、音楽プロデューサー、作曲家、編曲家。静岡県富士宮市出身。長きに亘る東京都世田谷区での生活を経て、現在は岐阜県大垣市在住。

## 人物・略歴
幼少の頃は両親が多忙だったため、小学4年まで祖父母の許で育てられる。中学時代にチェロに触れ、ブラスバンドでは小太鼓を叩き、リーダーを務めた。高校入学と同時にエレキギターを弾き始める。
大学に入学し、ジャズ研究会に入部すると間もなく、18歳でジャズギタリストとしてプロデビューする。吉田拓郎のデビュー前に制作された非売品ソノ・シートに演奏で参加したことがプロとして初めての仕事だった。その後、原信夫とシャープス＆フラッツにギタリストの欠員が出たことからオーディションを受け合格。4年ほど在籍し、譜面の読み方、音楽理論、演奏の決まりごとや業界のしきたりなど、様々なことを学ぶ。
22歳の頃、渡辺香津美と知り合い、″2 GUITAS″というユニットを組んで5年間ほど活動する。その傍ら、スタジオミュージシャンとしての活動を開始し、25才の頃にはすっかり売れっ子ミュージシャンとなり、一日に五つものセッションをこなすなど多忙を極めた。
CM音楽の制作も手がけ、多い時で年間130本以上もの楽曲を書きおろした。手掛ける音楽はジャズのみならず、J-POP、アニメソングなど幅広く、1990年代には、プロデュースやアレンジも担当するようになり、NHKの音楽番組「ポップジャム」では音楽監督を3年間務めた。
ニューヨークのアカペラグループ、ロッカペラのプロデュースを担当した経歴から、アカペラ界でもその名が知られるようになり、RAG FAIR、INSPi、Baby Boo、Phew Phew L!ve等のプロデュースを手掛ける。ほか、多くのアカペラ関連のイベントで審査員を務めるなど、新人の育成にも注力する。
2020年、東京から大垣市へ移住する。大垣市では、ギター教室″幾見サロン″を設け、個人のみならずグループも対象としたギターレッスンを開始する。近年の活動としては、ソウル・シンガー、IKURAのプロデュースを手掛けるほか、難病と闘いながらギタリストとしてライブ活動を定期的に行っている。

## ディスコグラフィー

### アルバム
- 『uLAyasu』（1983年 / 2021年に再発売）
- 『JAZZING』（2001）

### シングル
- 「哀愁の浦安（SAY, MY LOVE）」（1983年）